# Sharon Marley
Sharon Marley Prendergast (* 23. November 1964 in Trenchtown, Kingston) ist eine jamaikanische Reggae-Sängerin und Schauspielerin.

## Leben
Sharon Marley ist die erstgeborene Tochter von Rita Marley. Sie wurde nach der Heirat ihrer Mutter mit Bob Marley von diesem adoptiert. Zusammen mit ihren Geschwistern Cedella, Ziggy und Stephen bildete sie die Reggae-Band Ziggy Marley and the Melody Makers. 
1988 spielte Marley eine Nebenrolle in dem Film Big Bad Man. Am Soundtrack wirkte sie als Gastsängerin bei dem Titel I'm Hurting Inside von Sheryl Lee Ralph, der auch als Single veröffentlicht wurde, mit. Außerdem sang sie das Lied Mighty Quinn gemeinsam mit Michael Rose, Sheryl Lee Ralph und Cedella Marley.
Sharon Marley war mit dem Fußballschiedsrichter Peter Prendergast verheiratet. Aus der mittlerweile geschiedenen Ehe hat sie vier Kinder, Donisha (* 1984), Ingemar, Matthew und Peter-Shane. 2014 heiratete sie den ghanaischen Musiker Ekow Alabi Savage.
Sie leitet das Total Care Learning Centre, eine Montessoripädagogische Einrichtung in einem Vorort von Kingston. 2010 musste sie sich vor Gericht verantworten. Ihr wurde vorgeworfen, einen autistischen Jungen misshandelt zu haben.